# Percy Jackson: Morze potworów
Percy Jackson: Morze potworów – amerykański film fantastyczno-przygodowy w reżyserii Thora Freudenthala, będący ekranizacją II części powieści Ricka Riordana o tym samym tytule. Jest to sequel filmu z 2010 roku, Percy Jackson i bogowie olimpijscy: Złodziej pioruna.

## Fabuła
Perseusz Jackson, zwany Percym, to nastoletni syn greckiego boga morza, Posejdona. Chłopak mieszka i uczy się w obozie półkrwi. Pewnego dnia podczas zawodów wielki mechaniczny byk przebija się przez barierę. Annabeth Chase córka Ateny opowiada, że ktoś zatruł drzewo, które roztacza wokół Obozu Herosów ochronną granicę. Żeby uleczyć roślinę i odbudować barierę zapewniającą półbogom bezpieczeństwo, niezbędne jest złote runo – magiczna skóra skrzydlatego barana. Percy wyrusza więc po nie na Morze Potworów. Na jego wodach leży wyspa, gdzie ukryte jest runo. Okazuje się też, że w tym samym miejscu olbrzym Polifem więzi satyra Grovera, przyjaciela młodego herosa. Annabeth i Percy dostają się na statek i spotykają Clarisse La Rue, córkę boga Aresa, która także szuka uzdrawiającej, złotej skóry. Towarzyszy im też cyklop Tyson, przyrodni brat Percy’ego. Niedaleko celu podróży statek atakują Scylla i Charybda – czyhające na żeglarzy morskie potwory – i zatapiają go...

## Obsada
- Logan Lerman – Percy Jackson, syn Posejdona
- Alexandra Daddario – Annabeth Chase, córka Ateny
- Douglas Smith –  Tyson, cyklop i syn Posejdona
- Leven Rambin – Clarisse La Rue, córka Aresa
- Brandon T. Jackson – Grover Underwood, satyr i przyjaciel Jacksona
- Jake Abel – Luke Castellan, jedno z dzieci Hermesa
- Anthony Head – Chejron, mentor półbogów i syn Kronosa
- Stanley Tucci – Pan D, Dionizos - bóg wina

## Wersja polska
- Piotr Bajtlik – Percy[1]
- Paweł Ciołkosz – Grover
- Grzegorz Kwiecień – Tyson
- Matylda Damięcka – Annabeth
- Miłogost Reczek – Hermes
- Modest Ruciński – Luke
- Lidia Sadowa – Clarisse La Rue
- Bartosz Opania – Chejron
- Grzegorz Wons – Pan D
- Elżbieta Kijowska – duch wyroczni delfickiej
- Aleksandra Kowalicka – młoda Thalia
- Maciej Szary – Readon, jeden z załogi zombie
- Mirosław Zbrojewicz – cyklop Polifem
- Klementyna Umer – nastoletnia Thalia
- Leszek Zduń – czerwony wąż na kaduceuszu
- Brygida Turowska –
  - graja (taksówkarka) #1,
  - niebieski wąż na kaduceuszu
- Barbara Zielińska – graja (taksówkarka) #2
- Miriam Aleksandrowicz – graja (taksówkarka) #3
- Tomasz Kozłowicz – Galimedes – reklamujący bezpieczną jazdę w taksówce graj